# Yann Moncomble
Pour les articles homonymes, voir Moncomble.
Yann Moncomble, né le 1er juillet 1953 à Paris et mort dans la même ville le 29 mai 1990, est un journaliste et essayiste français d'extrême droite,.
Il est l'auteur de pamphlets abordant la vie politique sous l'angle de la théorie du complot,,.

## Biographie
Il milite à Ordre nouveau, où il s'occupe des relations internationales, et au Front national, où il est un collaborateur d'Alain Renault.
Proche d'Henry Coston, il est le fondateur de la maison d'édition Faits et Documents, reprise par Emmanuel Ratier. Il y a publié notamment La Trilatérale et les secrets du mondialisme, La Maffia des chrétiens de gauche, Les Professionnels de l'anti-racisme et La Politique, le sexe et la finance.

### Mort et théorie du complot
Moncomble décède le 29 mai 1990, à trente-six ans, d'une crise cardiaque.
Dans Maçonnerie et sectes secrètes, Epiphanius (pseudonyme de Paolo Taufer) évoque une lettre de Moncomble concernant son dernier ouvrage, Le Pouvoir de la drogue dans la politique mondiale (1990), publication où l'auteur présente la théorie d'une implication des gouvernements américain, israélien, soviétique, cubain et chinois dans le trafic de drogue international. Dans cette lettre, Moncomble affirmerait que plusieurs de ses amis lui avaient déconseillé d'écrire ce livre sous prétexte que cela pouvait être dangereux pour sa sécurité, mais qu'il n'y a pas renoncé par « devoir moral ».
Il a écrit également sous le pseudonyme de Gilles Grandin.

## Ouvrages
- La Trilatérale et les secrets du mondialisme, La Neuve-Lyre, Faits et documents, 1980, 361 p.
- L'Irrésistible expansion du mondialisme, La Neuve-Lyre, Faits et documents, 1981, 263 p.
- Les Vrais responsables de la Troisième Guerre mondiale, La Neuve-Lyre, Faits et documents, 1982, 384 p.
- Du viol des foules à la synarchie ou Le complot permanent, La Neuve-Lyre, Faits et documents, 1983, 237 p.
- La Maffia des chrétiens de gauche, La Neuve-Lyre, Faits et documents, 1985, 317 p.
- Quand la presse est aux ordres de la finance, La Neuve-Lyre, Faits et documents, 1986, 382 p.
- Les Professionnels de l'anti-racisme, La Neuve-Lyre, Faits et documents, 1987, 339 p.
- La Politique, le sexe et la finance, La Neuve-Lyre, Faits et documents, 1989, 258 p.
- Le Pouvoir de la drogue dans la politique mondiale, La Neuve-Lyre, Faits et documents, 1990, 312 p.